# Noah Taylor
Pour les articles homonymes, voir Taylor.
Noah Taylor, né le 4 septembre 1969 à Londres (Royaume-Uni), est un acteur et musicien britannique.
Il est révélé par des rôles d'adolescents dans les films The Year My Voice Broke en 1987 et Shine en 1996, pour lesquels il est récompensé. Il apparaît ensuite dans des seconds rôles de films à gros budgets tels que Lara Croft: Tomb Raider en 2001, Lara Croft : Tomb Raider, le berceau de la vie en 2003, Charlie et la Chocolaterie en 2005 et Edge of Tomorrow en 2014, Peaky blinders en 2013 et Preaheer en 2016. Il est également présent au casting de plusieurs séries télévisées, dont The Borgias en 2011 et Game of Thrones de 2013 à 2014.

## Biographie

### Enfance et formation
Noah George Taylor est né le 4 septembre 1969 à Londres, en Angleterre, de parents australiens. Son père, Paul Taylor, est journaliste et concepteur-rédacteur, et sa mère, Maggie, est journaliste et éditrice,. Il a également un plus jeune frère, Jack. Alors qu'il est âgé de 5 ans, ses parents reviennent en Australie s'installer à St Kilda, dans la périphérie de Melbourne. Ils divorcent en 1974.
Il étudie à l'University High School (en) de Melbourne puis à la Swinburne University of Technology (en). Lecteur de comics sur la guerre, il veut s'engager dans l'armée, mais finalement il renonce à l'adolescence. À 16 ans, il quitte l'école sans l'intention de devenir acteur. Quelqu'un lui suggère alors de faire du théâtre pour s'occuper le week-end. Il se met à suivre des cours à la St Martins Youth Arts Centre (en), et joue dans plusieurs pièces telles que Pierrot lunaire, Bloody Mama, Alien in the Park, The Grim Reaper, ou Baron in the Trees. Il prend goût au fait d'être acteur et décide d'en faire carrière.

### Carrière
Il obtient son premier rôle en 1986, à l'âge de 17 ans, dans le film Dogs in Space (en) de Richard Lowenstein où il joue un fan de David Bowie. Dès l'année suivante, il joue le rôle principal du film The Year My Voice Broke de John Duigan. Il gagne le Film Critics Circle of Australia Award du meilleur acteur et se voit nommé aux Australian Film Institute Awards. Il enchaine les rôles d'adolescents au cinéma : Flirting de John Duigan en 1991, Secrets (en) de Michael Pattinson (en) en 1992, et The Nostradamus Kid (en) de Bob Ellis en 1993. Il se fait de nouveau remarquer en 1996 dans Shine de Scott Hicks, où il incarne le pianiste australien David Helfgott à l'adolescence. Il remporte plusieurs récompenses pour ce rôle et se voit nommé aux Australian Film Institute Awards et aux Screen Actors Guild Awards.
En 1998, il quitte l'Australie pour vivre au Royaume-Uni, d'abord à Londres puis dans la ville côtière de Brighton, dans le Sussex de l'Est.
Dans les années 2000, il apparait dans deux films de Cameron Crowe : Presque célèbre en 2000 et Vanilla Sky en 2001. De plus, il enchaîne les seconds rôles dans plusieurs films à gros budgets : un assistant technique de Lara Croft dans Lara Croft: Tomb Raider de Simon West en 2000 et Lara Croft : Tomb Raider, le berceau de la vie de Jan de Bont en 2003, Adolf Hitler jeune dans Max de Menno Meyjes en 2002, le père de Charlie dans Charlie et la Chocolaterie de Tim Burton en 2005, et un scientifique dans Edge of Tomorrow de Doug Liman en 2014. Il joue également dans La Vie aquatique de Wes Anderson en 2004 et Submarine de Richard Ayoade en 2010,.
En parallèle, il est au casting de plusieurs séries australiennes et étrangères : À cœur ouvert en 1990, Inspecteur Morse en 1991, Brigade des mers en 1997, Rake en 2010 et The Borgias en 2011. De 2013 à 2014, il joue dans plusieurs épisodes de la série américaine à succès Game of Thrones, adaptée de la saga littéraire Le Trône de fer de George R. R. Martin. Il incarne le chasseur de primes Locke face à Nikolaj Coster-Waldau et Gwendoline Christie respectivement en Jaime Lannister et Brienne de Torth. En 2014, il joue dans la seconde saison de Peaky Blinders et en 2015 dans la mini-série And Then There Were None.
En 2015, il fait partie du jury du 26e Festival du film britannique de Dinard, présidé par Jean Rochefort.
En 2016, il incarne à nouveau Adolf Hitler mais cette fois pour la série Preacher, adaptation du comics éponyme.

## Musique et peinture
Noah Taylor est un musicien qui a fait ou fait encore partie de plusieurs groupes dont Cardboard Box Man, Flipper & Humphrey, et Noah Taylor and the Sloppy Boys. Il possède un petit studio d'enregistrement et joue une fois par mois dans des pubs. Il apparait dans plusieurs clips : Trust Me du groupe australien I'm Talking (en) en 1984, The Finer Things du groupe de new wave australien Beargarden (en) la même année et Romeos du groupe de new-wave allemand Alphaville en 1989. Il apparait aussi en 2001 dans le clip Fifteen Feet of Pure White Snow du groupe de rock australien Nick Cave and the Bad Seeds.
Noah Taylor est également peintre. Au printemps 2015, il a exposé au Sydney's Olsen Irwin Gallery. Il dit s'inspirer des comic books et de peinture classique.

## Filmographie

### Cinéma
- 1986 : Dogs in Space (en) de Richard Lowenstein : Fan de David Bowie
- 1987 : The Year My Voice Broke de John Duigan : Danny Embling
- 1989 : The Prisoner of St. Petersburg (en) de Ian Pringle (en) : Jack
- 1989 : Loverboy de Geoffrey Wright : Mick
- 1989 : Songlines, vidéo de Ian Pringle (en) (partie Romeos)
- 1991 : Flirting de John Duigan : Danny Embling
- 1991 : Dead to the World (en) de Ross Gibson : Skip
- 1992 : Road to Alice, court-métrage de Stavros Kazantzidis (en) : Jimmy
- 1992 : Secrets (en) de Michael Pattinson (en) : Randolf
- 1993 : The Nostradamus Kid (en) de Bob Ellis : Ken Elkin
- 1995 : Dad and Dave: On Our Selection (en) de George Whaley (en) : Joe
- 1996 : Shine de Scott Hicks : David Helfgott, adolescent
- 1997 : True Love and Chaos (en) de Stavros Kazantzidis (en) : Dean
- 1997 : Down Rusty Down, court-métrage de John Curran : Rusty
- 1998 : Brand New World (en) de Roberta Hanley (en) : Journaliste
- 1998 : There's No Fish Food in Heaven d'Eleanor Gaver : Jeff
- 1999 : Simon le magicien (Simon Magus) de Ben Hopkins : Simon
- 1999 : Mauvaise Passe de Michel Blanc : Gem
- 2000 : Les Neuf Vies de Tomas Katz de Ben Hopkins (en) : Cinglé d'Hyde Park
- 2000 : Presque célèbre de Cameron Crowe : Dick Roswell
- 2001 : Lara Croft: Tomb Raider de Simon West : Bryce
- 2001 : He Died with a Felafel in His Hand de Richard Lowenstein : Danny
- 2001 : Vanilla Sky de Cameron Crowe : Edmund Ventura
- 2002 : Max de Menno Meyjes : Adolf Hitler
- 2003 : Amour interdit de Guy Jenkin (en) : Neville
- 2003 : Lara Croft : Tomb Raider, le berceau de la vie de Jan de Bont : Bryce
- 2004 : La Vie aquatique de Wes Anderson : Vladimir Wolodarsky
- 2005 : Charlie et la Chocolaterie de Tim Burton : Mr Bucket
- 2005 : The Proposition de John Hillcoat : Brian O'Leary
- 2005 : Le Nouveau Monde de Terrence Malick : Selway
- 2008 : Lecture 21 (en) d'Alessandro Baricco : Peters
- 2009 : Instinct de survie de Luis Berdejo : Professeur Evan White
- 2010 : Red White & Blue (en) de Simon Rumley : Nate
- 2010 : Submarine de Richard Ayoade : Lloyd Tate
- 2011 : Red Dog de Kriv Stenders : Jack
- 2012 : Des hommes sans loi de John Hillcoat : Gummy Walsh
- 2013 : The Double de Richard Ayoade : Harris
- 2013 : Mindscape de Jorge Dorado : Peter Lundgren
- 2014 : Predestination de Michael et Peter Spierig : M. Robertson
- 2014 : Edge of Tomorrow de Doug Liman : Dr Carter
- 2014 : Lost in Karastan de Ben Hopkins (en) : Xan Butler
- 2015 : The Menkoff Method de David Parker (en) : Max Menkoff
- 2016 : Free Fire de Ben Wheatley : Gordon
- 2017 : Paddington 2 de Paul King : Phibbs
- 2018 : Skyscraper de Rawson Marshall Thurber
- 2020 : The Menkoff Method de David Parker : Max Menkoff

### Télévision

#### Téléfilms
- 1988 : Dernier Voyage en Malaisie (Dadah Is Death) de Jerry London : Andrew Barlow
- 1990 : The Last Crop de Sue Clayton : Craig Sweeney
- 1993 : Joh's Jury (en) de Ken Cameron (en) : Brad
- 2006 : Pirates of the Caribbean: Secrets of Dead Man's Chest de John Wheeler : Survivant du Shipwreck

#### Séries télévisées
- 1989 : Dolphin Cove (en) : Détenu (1 épisode)
- 1989 : Bangkok Hilton (mini-série) : Billy Engels
- 1990 : À cœur ouvert : Tony Waterson (2 épisodes)
- 1991 : Boys from the Bush (en) : Vince (1 épisode)
- 1991 : Inspecteur Morse : Dave Harding (1 épisode)
- 1993 : G.P. (en) : Dr Martin Lloyd (1 épisode)
- 1997 : Brigade des mers : Ronny Jefferson (1 épisode)
- 1997 : Frontier : Détenu George Anderson
- 2010 : Rake : Stanley Shrimpton (1 épisode)
- 2011 : The Borgias : Mortician (2 épisodes)
- 2012 : Hatfields and McCoys : Lark Varney
- 2013 - 2014 : Game of Thrones : Locke (8 épisodes)
- 2014 : Peaky Blinders : Darby Sabini (saison 2)
- 2015 : Powers : Johnny Royalle
- 2015 : Agatha Christie : Dix petits nègres (mini-série) : Thomas Rogers
- 2017 : Preacher (saison 2) : Adolf Hitler
- 2019 : Hanna : Dr Kunek
- 2023 : Une lueur d'espoir (A Small Light) (mini-série) : Docteur Fritz Pfeffer

- 2025 : Mercredi (série télévisée)

### Doublage
- 2014 : La Grande Aventure de Maya l'abeille d'Alexs Stadermann : Crawley

## Distinctions

### Récompenses
- Film Critics Circle of Australia Awards 1988 : Meilleur acteur pour The Year My Voice Broke
- Fort Lauderdale International Film Festival 1996 : Meilleur acteur pour Shine
- Film Critics Circle of Australia Awards 1997 : Meilleur acteur dans un second rôle pour Shine
- Online Film Critics Society Awards 2001 : Meilleure distribution pour Presque célèbre
- FanTasia 2012 : Meilleur acteur pour Red White & Blue (en)

### Nominations
- Australian Film Institute Awards 1987 : Meilleur acteur pour The Year My Voice Broke
- Australian Film Institute Awards 1995 : Meilleur acteur dans un second rôle pour Dad and Dave: On Our Selection (en)
- Australian Film Institute Awards 1996 : Meilleur acteur pour Shine
- Screen Actors Guild Awards 1997 :
  - Meilleur acteur dans un second rôle pour Shine
  - Meilleure distribution pour Shine
- Chlotrudis Awards 1997 : Meilleur acteur pour Shine
- Screen Actors Guild Awards 2001 : Meilleure distribution pour Presque célèbre
- Boston Society of Film Critics Awards 2004 : Meilleure distribution pour La Vie aquatique
- Critics' Choice Movie Awards 2005 : Meilleure distribution pour La Vie aquatique
- Fangoria Chainsaw Awards 2012 : Meilleur acteur pour Red White & Blue (en)